# Zöld sonka és zöld tojás
A Zöld sonka és zöld tojás (eredeti cím: Green Eggs and Ham) 2019-ben indult angol televíziós 2D-s számítógépes animációs vígjátéksorozat. Jared Stern alkotta meg, Dr. Seuss 1960-ban kiadott Zöld sonkás tojás című gyerekkönyve alapján.
A tévéfilmsorozat a A Very Good Production, a A Stern Talking To, a Random House Children's Entertainment, a Gulfstream Television és a Big Kid Pictures gyártásában készült és a Warner Bros. Television Distribution forgalmazásában jelent meg. 
2019. november 8-án debütált a Netflix oldalán. Magyarországon szinkronosan ugyanazon a naptól érhető el a Netflixen.

## Szereplők
| Szereplő  | Eredeti hang       | Magyar hang          |
| --------- | ------------------ | -------------------- |
| Sam       | Adam DeVine        | Hamvas Dániel        |
| Guy       | Michael Douglas    | Dörner György        |
| Michellee | Diane Keaton       | Kovács Nóra          |
| E.B.      | Ilana Glazer       | Csuha Bori           |
| Snerz     | Eddie Izzard       | Kassai Károly        |
| Róka      | Tracy Morgan       | Seszták Szabolcs     |
| Narrátor  | Keegan-Michael Key | Zöld Csaba           |
| Egér      | Daveed Diggs       | Szabó P. Szilveszter |
| Kecske    | John Turturro      | Csuha Lajos          |
| McWinkle  | Jeffrey Wright     | Faragó András        |
| Gluntz    | Jillian Bell       | Mezei Kitty          |

## Epizódok

### 1. évad (2019)
| #   | #   | Eredeti cím | Magyar cím | Rendezte       | Írta             | Eredeti premier   | Magyar premier    |
| --- | --- | ----------- | ---------- | -------------- | ---------------- | ----------------- | ----------------- |
| 1.  | 1.  | Here        | Itt        | Lawrence Gong  | Jared Stern      | 2019. november 8. | 2019. november 8. |
| 2.  | 2.  | Car         | Autó       | Piero Piluso   | John Whittington | 2019. november 8. | 2019. november 8. |
| 3.  | 3.  | Train       | Vonat      | Lawrence Gong  | Mark Rizzo       | 2019. november 8. | 2019. november 8. |
| 4.  | 4.  | Fox         | Róka       | Piero Piluso   | Vanessa McGee    | 2019. november 8. | 2019. november 8. |
| 5.  | 5.  | Dark        | Sötét      | Lawrence Going | Jared Stern      | 2019. november 8. | 2019. november 8. |
| 6.  | 6.  | Box         | Doboz      | Piero Piluso   | Mark Rizzo       | 2019. november 8. | 2019. november 8. |
| 7.  | 7.  | Mouse       | Egér       | Lawrence Gong  | Mark Rizzo       | 2019. november 8. | 2019. november 8. |
| 8.  | 8.  | Rain        | Eső        | Piero Piluso   | Vanessa McGee    | 2019. november 8. | 2019. november 8. |
| 9.  | 9.  | Goat        | Kecske     | Piero Piluso   | John Whittington | 2019. november 8. | 2019. november 8. |
| 10. | 10. | House       | Ház        | Lawrence Gong  | Jared Stern      | 2019. november 8. | 2019. november 8. |
| 11. | 11. | Boat        | Hajó       | Lawrence Gong  | Vanessa McGee    | 2019. november 8. | 2019. november 8. |
| 12. | 12. | There       | Ott        | Piero Piluso   | Mark Rizzo       | 2019. november 8. | 2019. november 8. |
| 13. | 13. | Anywhere    | Bárhol     | Lawrence Gong  | Jared Stern      | 2019. november 8. | 2019. november 8. |